# Raúl Albiol
Raúl Albiol Tortajada (Valencia, Spanyolország, 1985. szeptember 4. –) spanyol labdarúgó, a Villarreal és a spanyol válogatott védője. Alapvetően középső védő, de képes játszani jobb oldali védőként és védekező középpályásként is.

## Klubkarrier

### Valencia
Valenciában kezdett el futballozni, majd 10. születésnapja előtt igazolt a városi óriásklubhoz, a Valenciához. 2003. szeptember 24-én debütált a nagy csapatban 18 évesen és 4 naposan. Az UEFA Kupában is bemutatkozhatott, azonban ebben az idényben hivatalosan még a B csapat tagja volt.
2004 augusztusában egy évre kölcsönbe került a Getaféhoz, majd súlyos autóbalesetet szenvedett, az intenzív osztályra került. Karrierje is veszélybe került, azonban Albiol rendkívül elszánt volt, így elkezdte rehabilitációját, melynek köszönhetően 2005 januárjában már vissza is térhetett a pályára: 1–1-es döntetlent játszottak az Atlético de Madriddal január 15-én. 2 hónappal később a másik madridi csapat ellen gólt is szerzett, melynek köszönhetően 2–1-re legyőzték a Real Madridot.
A szezon végén visszatért Valenciába, ahol szinte rögtön alapemberré vált. A 2006–07-es bajnoki nyitányon győztes gólt szerzett a Betis ellen. A Bajnokok Ligájában is betalált 2006. szeptember 12-én az Olimbiakósz elleni mérkőzésen, amelyen 4–2-re nyert csapata. A négy Valenciában eltöltött szezonja alatt remekül teljesített a védelemben, és segítette hozzá csapatát a 2008-as spanyol kupa elhódításában.

### Real Madrid
2009. június 25-én Albiol a Real Madridhoz igazolt 15 millió euróért cserébe, Florentino Pérez első spanyol igazolása második regnálása alatt. Július 2-án mutatták be hivatalosan a Santiago Bernabéu stadionban. A 18-as mezszámot kapta Rubén de la Redtől, aki szívproblémái miatt kénytelen volt visszavonulni a profi labdarúgás világából.
Első (és eddigi egyetlen) gólját a Bajnokok Ligája 2009–2010-es kiírásában lőtte december 8-án a Marseille ellen, melyet 3–1-re nyert meg a Real Madrid. Első idényében alapemberré vált Pepe súlyos sérülése miatt.
A 2010–2011-es idényben azonban a padra szorult José Mourinho és Ricardo Carvalho érkezése okán. Csak sérülések vagy eltiltások esetén került a kezdőcsapatba, illetve pár alkalommal csereként lépett pályára a szezonban. 2011. január 26-án a Sevilla elleni spanyol kupa elődöntő első mérkőzésén neki köszönhetően nem kapott gólt a Real Madrid, a gólvonalról rúgta ki Luís Fabiano kapura lövését. 2011. április 16-án, a Barcelona elleni hazai rangadón szabálytalanul szerelte David Villát a büntetőterületen belül, így tizenegyest kapott a Barcelona, Albiolt pedig kiállította a játékvezető. A mérkőzés végül 1–1-gyel végződött.

### A válogatottban
2007-ben továbblépett a válogatottban az U21-es szintről és bemutatkozhatott a nagy válogatottban. 2007. október 13-án léphetett először pályára a Selecciónban Dánia ellen a 2008-as Eb-selejtezőn. Kerettag volt a 2009-es konföderációs kupán és a 2010-es vb-n is.
2013. május 8-án, a Málaga elleni, hazai pályán rendezett mérkőzésen megszerezte első bajnoki gólját a Real Madridban, valamint egy több, mint hároméves gól nélküliséget szakított meg e mérkőzés harmadik percében. A végeredmény egyébként 6–2 lett csapatának.

## Karrierje statisztikája
2013. május 8. szerint
| Klub               | Szezon             | Bajnokság | Bajnokság | Kupa  | Kupa  | Európa | Európa | Összesen | Összesen |
| Klub               | Szezon             | Mérk.     | Gólok     | Mérk. | Gólok | Mérk.  | Gólok  | Mérk.    | Gólok    |
| ------------------ | ------------------ | --------- | --------- | ----- | ----- | ------ | ------ | -------- | -------- |
| Valencia B         | 2003–04            | 35        | 2         | 1     | 0     | –      | –      | 36       | 2        |
| Valencia B         | Összesen           | 35        | 2         | 1     | 0     | 0      | 0      | 36       | 2        |
| Getafe             | 2004–05            | 17        | 1         | 1     | 0     | 0      | 0      | 17       | 1        |
| Getafe             | Összesen           | 17        | 1         | 1     | 0     | 0      | 0      | 17       | 1        |
| Valencia           | 2005–06            | 29        | 1         | 0     | 0     | 0      | 0      | 29       | 1        |
| Valencia           | 2006–07            | 36        | 1         | 2     | 1     | 12     | 1      | 50       | 3        |
| Valencia           | 2007–08            | 32        | 1         | 3     | 0     | 7      | 0      | 42       | 1        |
| Valencia           | 2008–09            | 34        | 2         | 2     | 0     | 6      | 0      | 42       | 2        |
| Valencia           | Összesen           | 131       | 5         | 7     | 1     | 25     | 1      | 163      | 7        |
| Real Madrid        | 2009–10            | 33        | 0         | 2     | 0     | 8      | 1      | 43       | 1        |
| Real Madrid        | 2010–11            | 20        | 0         | 6     | 0     | 6      | 0      | 32       | 0        |
| Real Madrid        | 2011–12            | 10        | 0         | 2     | 0     | 5      | 0      | 17       | 0        |
| Real Madrid        | 2012–13            | 15        | 1         | 4     | 0     | 3      | 0      | 22       | 1        |
| Összesen           | 78                 | 1         | 14        | 0     | 22    | 1      | 114    | 2        |          |
| Karrierje összesen | Karrierje összesen | 261       | 9         | 23    | 1     | 48     | 2      | 332      | 12       |

## Sikerei, díjai

### Klub szinten
- Valencia:
  - UEFA-kupa: 2003-04
  - Spanyol kupa: 2007–08
- Real Madrid:
  - Spanyol bajnokság: 2011–12
  - Spanyol kupa: 2010–11
  - Spanyol szuperkupa: 2012
- SSC Napoli:
  - Olasz kupa: 2013–14
  - Olasz szuperkupa: 2014
- Villarreal:
  - Európa-liga: 2020–21

### Válogatott szinten
- Spanyolország:
  - Európa-bajnok: 2008, 2012
  - Világbajnok: 2010
- Spanyolország U19:
  - U19-es Európa-bajnok: 2004

## Magánélete
Albiol két kislány édesapja: Azahara (2009. március 16.) és Alma (2010. január 7.), felesége Alicia.
Bátyja Miguel szintén labdarúgó.

### Fordítás
Ez a szócikk részben vagy egészben  a   Raúl Albiol című angol Wikipédia-szócikk ezen változatának fordításán alapul.  Az eredeti cikk szerkesztőit annak laptörténete sorolja fel. Ez a jelzés csupán a megfogalmazás eredetét és a szerzői jogokat jelzi, nem szolgál a cikkben szereplő információk forrásmegjelöléseként.

## Külső hivatkozások
- Raúl Albiol statisztikái a Liga de Fútbol Profesional oldalán
- Real Madrid official profile
- BDFutbol profile
- National team data
- 2010 FIFA World Cup profile Archiválva 2012. augusztus 26-i dátummal a Wayback Machine-ben
- Transfermarkt profile